# Berlepsch (pomme)
 (juillet 2017).
Pour les articles homonymes, voir Berlepsch.

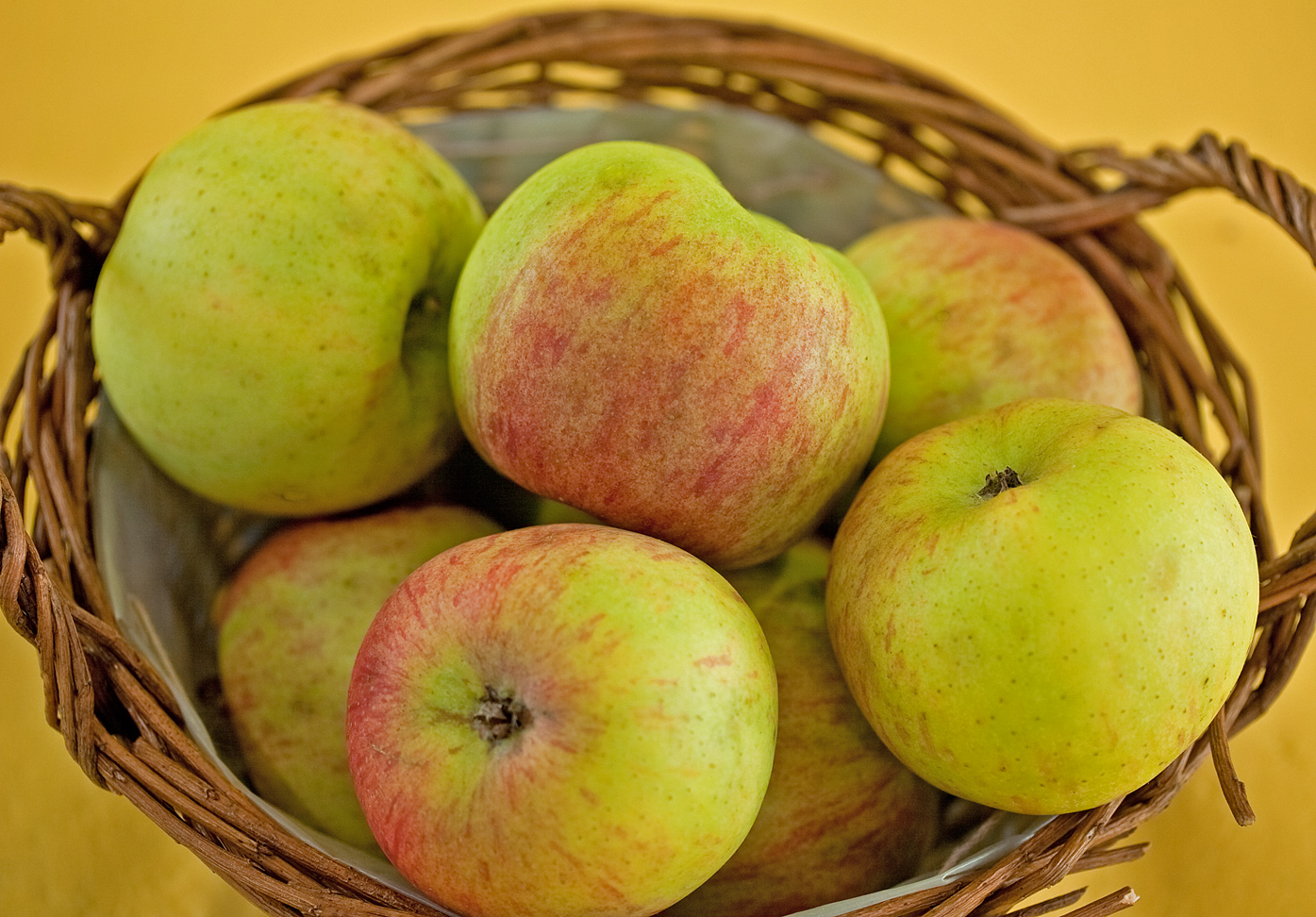
Panier de pommes Roter Berlepsch.

Berlepsch est un ancien cultivar de pommier domestique du groupe des reinettes dorées.

## Synonymes
- Reinette dorée de Berlepsch,
- Baron Berlepsch,
- Freiherr von Berlepsch.

## Origine
Cultivar obtenu par Diedrich Uhlhorn junior vers 1880, Grevenbroich en Rhénanie, Allemagne (Europe).

## Description
- Usage: pomme à dessert.

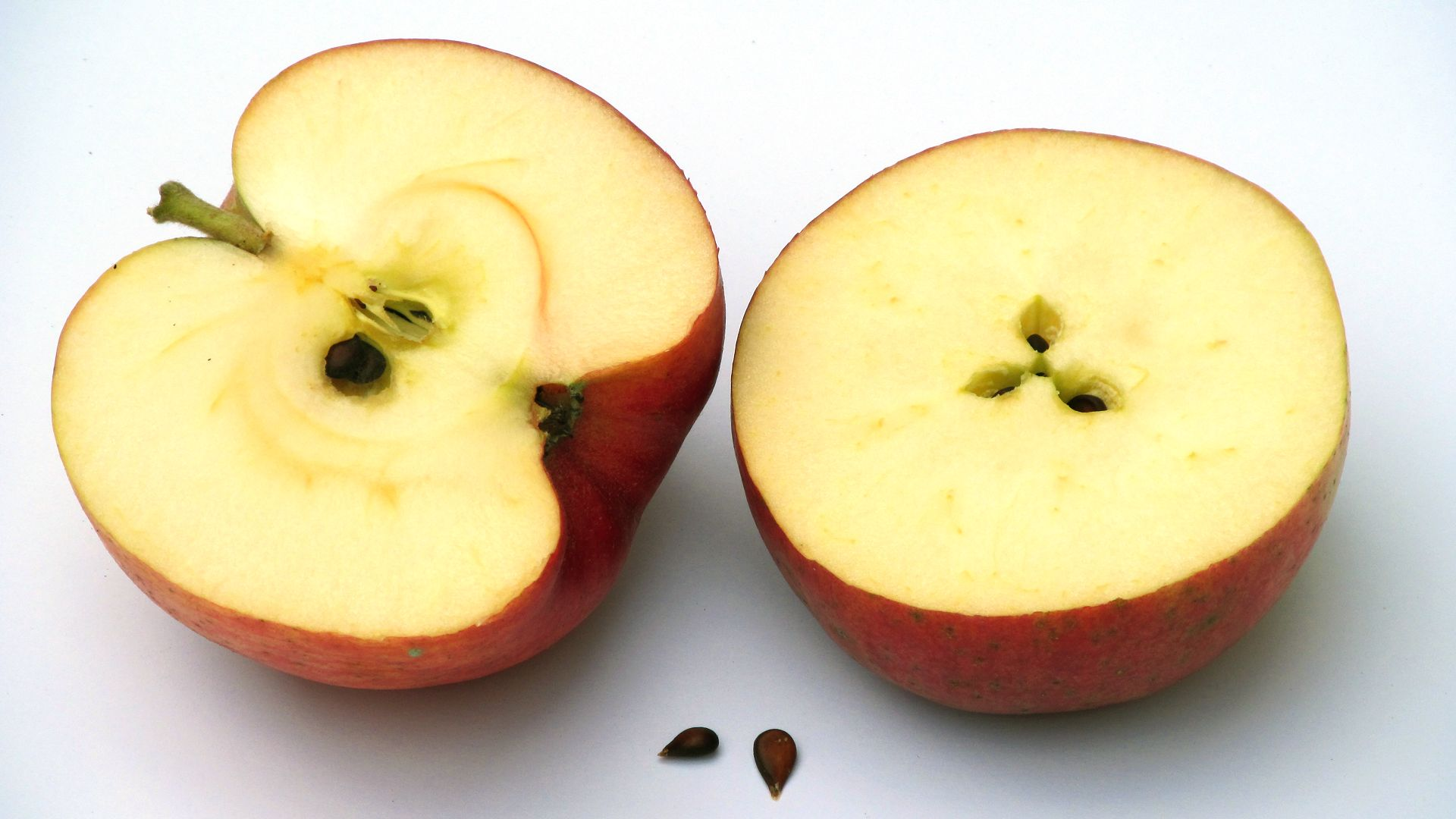
Coupes méridienne et équatoriale de pommes Berlepsch

- Épicarpe: vert-jaune (légèrement rayé de rouge pour la Red Berlepsch plus répandue).
- Longueur du pédoncule: moyen.
- Chair: jaune, croquante.
- Vitamine C: forte teneur (>20 mg/100 g).

## Parenté
- Cultivar obtenu par sélection du croisement Reinette Ananas x Ribston Pippin.
- Mutant: Red Berlepsch (Roter Berlepsch).

## Pollinisation
- Cultivar diploïde.
- Groupe de floraison: B.
- Compatibles et semi-compatibles[1]: Cox Orange, Pomme Cloche, Jonathan, Ontario, Bellefleur Jaune, ...

## Culture
- Fructification: spur.
- Maturité: début octobre.
- Consommation: décembre à mars[2]